# Historia om de nordiska folken
Historia om de nordiska folken (latin: Historia de gentibus septentrionalibus), är en samling av essäer fördelade på 22 böcker nedskrivna av Olaus Magnus. Verket utgavs första gången 1555. Den första svenska översättningen dröjde mycket länge och utgavs genom Michaelisgillets försorg i fyra delar mellan 1909 och 1925. 
På titelbladets andrasida står följande (1909 års översättning): "Historia om de nordiska folken, deras olika förhållanden och villkor, plägseder och idrotter, samhällsskick och lefnadssätt, krig, byggnader och redskap, grufvor och bergverk, underbara ting samt om nästan alla djur, som lefva i Norden, och deras natur. Ett verk med mångahanda kunskap och belyst dels med utländska exempel, dels med afbildningar af inhemska ting, tillika i hög grad ägnadt att roa och underhålla, lämnande säkerligen i läsarens håg en stor förnöjelse."
Med sina många illustrativa träsnitt och sitt enkla språk är verket en unik skildring av hur människorna levde i Norden under 1500-talet och är en beskrivning av seder, bruk, boskap och naturförhållanden. Motiven växlar både geografiskt och socialt och här blandas sanning och dikt.

## Bakgrund
Trots sin titel behandlar essäerna bland annat kultur, sociologi, psykologi, läkemedel, krigföring, arkitektur och moraliska ståndpunkter från hela den dåtida kristna världen. Verket påbörjades 1518 när Olaus Magnus som präst fick i uppdrag att åka norrut och sälja avlatsbrev, och avslutades alltså drygt 35 år senare när han levde i exil i Rom.
Många av uppsatserna är skrivna ur en mycket subjektiv synvinkel och han är ej korrekt i alla sina påståenden. Han gör en del vanskliga tolkningar. På grund av detta kan man inte jämställa publikationen med ett nutida uppslagsverk.
En utgåva på svenska publicerades på 1970-talet tillsammans med ett extra band i vilket man utvecklade de fotnoter man lagt till i essäerna.

## Böckerna och deras kapitel
Det finns nästan alltid en röd tråd mellan alla essäerna i varje bok, däremot behandlar de inte alltid bokens titel. Trettonde boken är ett bra exempel, som enligt sin titel borde handla om åkermark och levnadsförhållanden, men mest handlar om hur gott det är med öl, hur snurrig man blir av det, och hur det bryggs på olika sätt här i världen. 
Den välkända myten om svalorna som gömmer sig i vattendrag under vintern finns i Bok 19. "Om fåglarna". Denna myt trodde även Carl von Linné på när han i sin Skånska resa 1749 skriver: "Om de [storkarna] fara till de varma länder, eller om de vila på sjöbotten med svalorna, är ännu ovisst, ……."
Här följer en förteckning av verkets böcker med deras kapitel och rubriker i enlighet med den första svenska översättningen som utgavs mellan 1909 och 1925.

### Bok 1. Om lefnadsförhållandena, naturbeskaffenheten och krigsbruken hos de nordiska folken.

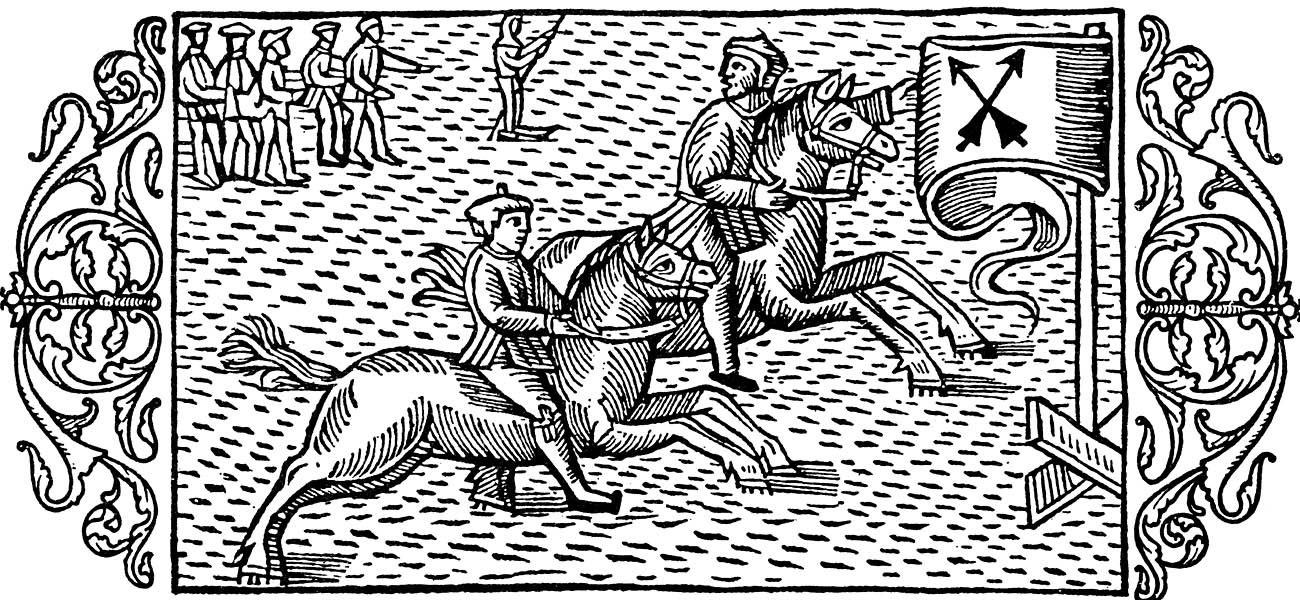
Kapplöpning med hästar på isen.

1. Om Bjarmaland, dess läge och beskaffenhet
2. Om finnmarken och dess inbyggare
3. Om sju främmande bröder
4. Om Skrickfinnarnas (Skridfinnarnas) land
5. Ytterligare om landets läge och natur
6. Om vindarnas namn och verkningar
7. Om nödvändigheten att studera vindarna
8. Om förutsägelser angående vindarnas beskaffenhet
9. Om nödvändigheten af vindkännedom
10. Om den våldsamma vinden Circuis
11. Om hvirfelstormars och orkaners våldsamhet
12. Om olika verkningar af åskslag, blixtar, kornblixtar o.d.
13. Om underbara verkningar af åskslag o.d.
14. Om ringar som vintertiden te sig på himlen samt om dess verkningar
15. Om plötsligt framträdande ringar samt om kometers verkningar
16. Om ringar som om våren te sig på himlavalfvet
17. Om solens afspeglingar
18. Om mångårdar och ännu något om solens afspeglingar
19. Om köldens stränghet
20. Om ringfrost och snöfall
21. Om isens växlande former
22. Om snöns växlande former
23. Om ungdomens snöfästningar
24. Om kapplöpning med hästar på isen
25. Om kapplöpning mellan män på isen
26. Om härbärgen på isen för resande
27. Om isfärder mellan råkar
28. Om isredskap
29. Om Götars bautastenar och runstenar
30. Om grafstenar
31. Om minnesstenar öfver två bröder
32. Om ur
33. Om tidmätare medelst skuggor
34. Om runstafvar
35. Om åskvädrens betydelse i hvarje särskild månad
36. Om götarnas alfabet

### Bok 2. Om Nordens underbara naturföreteelser
1. Om brinnande vatten
2. Om mystiska egenskaper hos några berg
3. Om uppenbarelser af drunknandes skuggor
4. Om hemska ljud från strandgrottor
5. Om en klippa, kallad Hafsmunken
6. Om den krönta klippan och fiskerikedomen vid densamma
7. Om hafssvallet eller oceanens ebb och flod
8. Om hafssvalg och om isens märkvärdiga natur
9. Om Grönländarnas läderbåtar
10. Om skeppsbrott vid Grundtlands [Grönlands] kuster
11. Om Gruntlands [Grönlands] dvärgar och Hvitarks klippa
12. Om de norska hafskusternas omätliga djup
13. Om hamnar med inslagna järnringar
14. Om den äfventyrliga passagen öfver bergen Skars och Sula mellan Sverige och Norge
15. Om vägstoder i snöfjällen
16. Om färder som företagas under mörker
17. Om lyse och torrvedsfacklor
18. Om vattendrags uppsvällande och anlopp
19. Om tre berömda sjöar i Götaland
20. Om klipphålor såsom försåtliga tillhåll
21. Om den urgamla, härliga konungaborgen Årnäs i Västergötland
22. Om en underbar trädgård på Kindaberg i närheten av nyss nämnda slott
23. Om ön Ölands, i Götaland, skönhet och fruktbarhet
24. Om den ryktbara götiska ön, som kallas Gotland
25. Om furstliga vapensköldar inhuggna på berghällarna vid Hangö
26. Om kristaller och magneter
27. Om hjälmprydda klippor
28. Om trånga pass vid insegling i hamn
29. Om steniga och trånga farleder
30. Om strida strömmar
31. Om olika gestaltningar af strandklippor
32. Om baustastenar och källsprång
33. Om märken för att uppleta källor

### Bok 3. Omvidskepelseoch afgudadyrkan hos de nordiska folken.
1. Om de hedniska litauernas afgudadyrkan
2. Om afgudadyrkan hos polartraktens folk
3. Om Götarnas tre hufvudgudar
4. Om tre mindre gudaväsen
5. Om straff som drabba de mindre gudarna
6. Om ett härligt tempel helgadt åt de nordiska gudarna
7. Om Götarnas gudstjänst och offer
8. Om Götarnas vidskepliga föreställningar om åskan
9. Om strider med gudarna
10. Om feer och skogsjungfruar
11. Om nattlig dans af älfvor, d.v.s. gastar
12. Om strid med skogsrån
13. Om spådomskonst
14. Om Erik Väderhatts och andras trollkonster
15. Om trollkunniga kvinnor
16. Om häxmästare och trollkarlar hos Finnarna
17. Om trollredskap i Bottnien
18. Om hafvets besvärjare
19. Mera om samma ämne
20. Om den fjättrade trollkarlen [på Visingsö]
21. Om häxors bestraffning
22. Om andarnas tjänst

### Bok 4. Om krig och sedvänjor hos de hedniska skogsborna och deras grannar.
1. (Första kapitlet saknar titel)
2. Om skogsfolkets vildhet
3. Ytterligare om skogsmänniskornas vildhet
4. Om de fem olika språken i de nordiska länderna
5. Om varubyte utan penningar
6. Om marknader på isen
7. Om Lapparnas äktenskap som bekräftas med eld
8. Om dansar som utföras under veklagan
9. Om folkets sysselsättningar vid månljus
10. Om båtar som sammanfogas medelst senor och trädrötter
11. Om undervisning i bågskjutning
12. Om Lapparnas jaktfärder
13. Om hästars färd öfver snöhöljda fjäll
14. Om farliga färder bland fjällen
15. Lag om korpars dödande
16. Om uppmärksamhet mot ålderstigna
17. Om barndop bland skogsbygdens folk
18. Om norra och östra Finlands omvändelse och om befolkningens stora gästfrihet
19. Om orsakerna till de nordiska folkens sena omvändelse
20. Om sättet att vinna hedningarna för den sanna religionen och bevara dem i densamma

### Bok 5. Om jättar.
1. (Första kapitlet saknar titel)
2. Om olikheten mellan jättar och kämpar
3. Om jättarnas och kämparnas nykterhet
4. Om hjälten Starkaters dygder
5. Om försvaret af förtryckta
6. Om samma Starkaters krigiska öfningar
7. Om hufvudsumman af Starkaters bedrifter
8. Om svearnas och götarnas stora och förskräckliga krig mot danskarna, för hvilket Starkater stod i spetsen
9. Om Starkaters död
10. Om Haldan och om andra kämpar, som han öfvervunnit
11. Om en annan man med namnet Haldan och hans bedrifter
12. Om Ole den raske
13. Ytterligare om samme man såsom kyskhetens segerrike förkämpe
14. Om Arngrims och Orvar Odds kämpadater
15. Ytterligare som samme Arngrim och om Finnarnas trolldom
16. Om björnens dödande och drickandet af hans blod
17. Om Regner, kallad Ludenbyxa [Ragnar Lodbrok]
18. Om Alf, kyskhetens försvarare
19. Om Fridlefs krigsfinter
20. Om samme mans krigsfinter med fåglar
21. Om konung Haralds strid med den tama draken
22. Om Frodes och Fridlefs strider med ormar
23. Om samme Fridlef
24. Om dragkamp med sammanflätade vidjor eller rep
25. Om envigeskamp
26. Om boxhandskar och gymniska täflingar
27. Om högättade ungmörs vikingatåg
28. Om kvinnors krigiska öfningar
29. Om liknande exempel från främmande folk
30. Krig, förda af berömda kvinnor
31. Fortsättning
32. Fortsättning om de krigiska kvinnorna och särskildt om den högst utmärkta drottningen Amalasventa
33. Kyskheten anbefalles

### Bok 6. Om grufvor och bergverk.
1. Om grufvor och huru man finner dem
2. Om malmådrornas läge
3. Om sättet att utgräfva malmberg
4. Om grufvors åtskiljande medelst kännemärken
5. Om hisshjul och redskap som användas af grufarbetarna samt de faror för hvilka de utsätta sig
6. Om smedernas konstskicklighet
7. Om olika förfaringssätt vid gutning af metaller
8. Yttermera om samma ämne
9. Om det arbete som de gamle nedlade på malmgräfning
10. Om bergtroll
11. Om malmberg som träffas af blixten
12. Om mynt om mynttillverkare
13. Om falskmyntare och deras straff
14. Om olägenheterna af undermåligt mynt
15. Om gagnet af laga mynt
16. Om de förnämsta mynten i de nordiska rikena
17. Om guldsmeder
18. Om tärnornas silfversmycken
19. Om den urgamla staden Skeninges stora rikedomar, dess berömda män samt ett djäfvulens gyckelspel, som där ägt rum
20. Om skinnare och olika slags skinn
21. Huru man upptäcker förfalskning af skinn

### Bok 7. Om krigsredskap, krigsbruk, anledningar till och försiktighetsmått i krig.

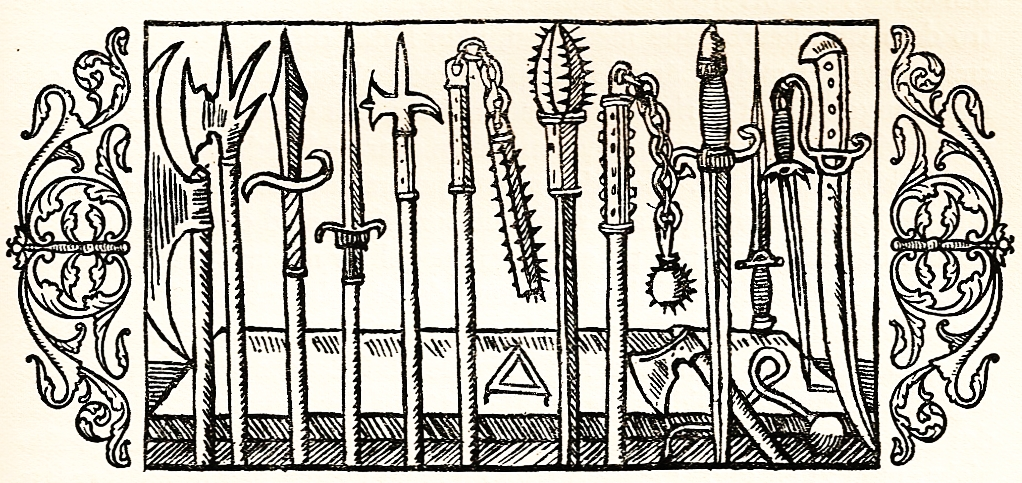
Olika slags vapen.

1. Om tillverkning af armborst och pilar
2. Om pilar och andra krigsvapen
3. Om olika slags vapen
4. Om menighetens plötsliga vapenuppbåd
5. Om bevakning af vägar och uppsikt öfver spejare
6. Om den uppbådade menighetens ledning
7. Om försiktighetsmått som stridmännen iakttaga
8. Om strider på kusten
9. Om fientliga flottors olycksöden
10. Om vårdkasar på bergen i krigstid
11. Om signaleldar i främmande land
12. Om strider i skogarna
13. Exempel på dylika strider
14. Om försåtliga pilar och järnpiggar
15. Om piggar och fyrkantiga fotanglar af järn
16. Om slungor för stenar och glödande järn
17. Om hundramans-vältor
18. Om sättet och tiden för vältornas framförande
19. Om spetsiga pålar, kastvapen och försåtliga fallgropar
20. Om konung Hakes krigslist med löfruskor
21. Om fientliga mordbrännares bestraffning
22. Ytterligare om sättet att afvända slik landsfara
23. Huru Islands kuster skyddas
24. Om bevakningen i krigstid av sjön Mälarens stränder i öfre Svealand

### Bok 8. Om konungamakten, ämbetsmännen och krigsväsendet.
1. Om konungaval
2. Om ömsesidiga eders afläggande
3. Om konungens kröning och utöfning af sitt kall
4. Om en god konungs egenskaper
5. Om framstående mäns adoption genom öfverlämnande af vapen
6. Om samma form för adoption
7. Om adliga gossars uppfostran till krigare
8. Om konsten och sättet att rida
9. Om unga mäns utväljande till vapentjänst
10. Om detsamma enligt utländsk sed
11. Om krigares olika ålder
12. Ytterligare om en häst af annan art
13. Om goternas krigsväsende i forna dagar
14. Om andra förhållanden rörande forntidens rytteri
15. Om krigiska öfningar och konster
16. Ytterligare om krigiska öfningar
17. Om vissa hästars lömskhet
18. Utländska exempel på stygga ök
19. Om krigiska öfningar
20. Ytterligare om krigiska öfningar bland främmande folk
21. Om mångahanda slag af krigare
22. Om olika slags anförare
23. Om ryttares vapen och försiktighetsmått
24. Om andra försiktighetsmått
25. Om några kortfattade regler, som goterna iakttaga vid sin krigföring, upptecknade af Jordanes
26. Om landskapens fogdar
27. Om tyranniska forgdars hårdhet och utpressningar
28. Yttermera om de landsfördärfliga fogdarna
29. Om onda rådgifvare hos minderåriga furstar
30. Fortsättning
31. Om ohyggliga brott begångna af samme danske konungs hofmän
32. Om illsluga råd och orättsfärdiga rådgifvare
33. Om goda råd och rådgifvare
34. Huru man lär känna förrädare och skyddar sig för dem
35. Några utländska exempel
36. Om orsakerna till den ständiga fiendskap, som svenskar eller svear och götar nära mot danskarna
37. Fortsättning
38. Om orsakerna till att Danmarks konungar söka komma i besittning af grannrikena och inom kort förlora hvad de vunnit
39. Om konung Kristierns omildhet
40. Ytterligare om samme konungs omildhet

### Bok 9. Om krig till lands.
1. Om vridbara klingor på hjul
2. Om lievagnar
3. Fortsättning
4. Om eldspyende hästar af koppar
5. Fortsättning
6. Om brännande af broar
7. Om det material som användes vid brobyggnad och om vadställenas beskaffenhet
8. Om de nordiska folkens bössor
9. Om tresidiga bössor
10. Om stenbössor
11. Om orgelbössor
12. Om kärrebössor
13. Om handbössor och sköldbärande krigare
14. Om motsvarighet i andra länder
15. Om bergsfästningars nedrifvande
16. Fortsättning. Hvarför grymheter föröfvas mot fästningars försvarare
17. Om maskiner och bössor som användas i fästningskrig
18. Om utforskande och mätande af minanläggningar
19. Om hvad som är af nöden för uthärdande af en belägring
20. Huru man uppbjuder alla medel för att öfvervinna de belägrade
21. Om Götastaden Kalmar och de talrika angrepp som riktats mot densamma
22. Om en krigslist af Henning Gad, utvald biskop i Linköping
23. Huru föga gagn och ära skördas af främlingar, som taga sig före att bekriga Svea- och Götaland
24. Huru götar och svear göra sina fiender motstånd
25. Huru man med eldens hjälp förstör borgarnas grundvalar
26. Huru man sätter tyranners borgar under vatten
27. Om samma ämne, dock mera omständligt
28. Om angrepp på borgar och städer medelst flottar
29. Om dubbla stegar, som brukas i strider till lands
30. Om huru man går till väga vid borgars belägring
31. Ännu ett annat sätt att angripa borgar och städer medelst flottar
32. Om försiktighetsmått vid handgemäng
33. Tappra skrigares lof
34. Om hofmänvs kryperi
35. Om rysliga grymheter, som slika lismare, förrädare och främlingar upprepade gånger föröfvat i hufvudstaden Stockholm
36. Om stadens ursprung och läge
37. Om Brunkebers ås utanför Stockholm och dess läge samt om de drabbningar, som där ägt rum
38. Huruledes belägrade låta sin boskap beta på hustaken
39. Fortsättning
40. Huru man går till väga för att lindra vattenbrist
41. Huru man går till väga för att lindra brödbrist
42. Om ett grekiskt påfund vid brödbakning
43. Om straff för sådana, som svikligen undandraga folket lifsmedel
44. Huru man får till väga för att lindra foderbrist
45. Om konung Domalders grymhet och om den stora hungersnöd, som föranledde longobardernas utvandring
46. Om svår hungersnöd bland longobarderna jämte andra folkslag i Italien och Spanien

### Bok 10. Om sjökrig.
1. Om strider i träskmarker och rifvande af broar
2. Om de fartyg, som af ålder äro brukliga i Norden, samt deras form och användning
3. Om ett annat slag af nordiska fartyg
4. Om angrepp på fartyg eller borgar medelst pråmar
5. Om försåtliga angrep nattetid och anstalter till deras afvärjande
6. Om skepp försedda med sågar
7. Om fartyg brukade till försåt
8. Huru man afleder vattendrag för att hindra fartyg att komma ut
9. Utländska exempel på försåt, för hvilka man har att taga sig i akt
10. Huru man utestänger en fientlig flotta från stranden
11. Om medel som tillgripas för flottans räddning
12. Om brandfartyg
13. Om skepp som utspy eld
14. Några förhållningsregler vid strid
15. Huru krämare till ömsesidig ödeläggelse bekämpa hvarandra utanför Islands hamnar
16. Om bestraffning af upproriska sjömän
17. Om regler vid tillämpningen af sjölagens bestämmelser
18. Om nödvändigheten att väl taga sig till vara för uppviglarens onda ränker
19. Om några vanliga mått och steg mot olika fiender
20. Om öfverrumplande anförares villrådighet i valet mellan strid och återtåg
21. Om faran vid fiendens låtsade flykt
22. Om anledningar till krig samt om fördelarna af att låta en flyende fiende löpa
23. Huru ryttare simma öfver vattendrag
24. Om skickliga simmare
25. Huru fotknektar, enkannerligen fetlagda, i full rustning simma öfver vattendrag
26. Huru fiende drager fiende upp ur vattnet
27. Om de första hjälpmedlen vid simöfningar
28. Om samma ämne, belyst med exempel från främmande land
29. Huru en fullrustad krigare kan simma med hjälp af en lädersäck, som uppblåses medelst ett rör
30. Om barns undervisning i simkonsten
31. Om färdighet i simkonsten och dess nytta

### Bok 11. Om strider på isen.
1. (Första kapitlet saknar titel)
2. Om sammandrabbningar på isen
3. Om moskoviters eller rutheners infall
4. Om en håla, gemenligen Smällen kallad, från hvilken ett hemskt dån utgår
5. Fortsättning
6. Om finnars strider med moskoviterna
7. Om moskoviternas sätt att röfva och plundra
8. Fortsättning
9. Om utländska motsvarigheter
10. Om huru man mottager sändebud hos moskoviterna
11. Om huru ett italienskt sändebud grymt bragtes om lifvet
12. Om de moskovitiska krämarnas klokhet
13. Om finnarnas olika stridssätt
14. Ytterligare om detta folks vapen och skyddsmedel
15. Om den svenske konungens fogdar i de nordiska länderna
16. Om huru man uppbränner våldsamma fogdars borgar
17. Fortsättning
18. Om krigsmaskiner som användas på isen
19. Om brandslädar
20. Om samma ämne, belyst med exempel från främmande land
21. Om huru man framforslar bössor och klot samt beskjuter fienden
22. Fortsättning samt om sättet att taga sig öfver råkar i isen
23. Om huru man förhindrar vattnets tillfrysande
24. Om samma ämne, belyst med exempel från främmande land
25. Om murar af is
26. Om nattlig bevakning på isen
27. Om morgonstunden såsom den gynnsammaste tidpunkten för strid
28. Några utländska exempel på veklingar, som ej kunnat tåla köld
29. Om huru man angriper fästen på isen
30. Om anfall på infrusna fientliga fartyg
31. Om huru man bestraffar otrogna tjänare genom begjutning med iskallt vatten
32. Fortsättning
33. Om huru man vid belägring uppreser stegar från vattnet
34. Om stegar eller slungor som utspy eld
35. Om kapplöpning med hästar om kläder eller andra pris
36. Om vildåsnor eller älgar, som löpa öfver den snöhöjda isen
37. Om renar, som löpa öfver isen
38. Om huru fiender drunkna i snöfyllda dalar
39. Om snöklumpar, som fastna vid hästhofvarna
40. Om bytets utskiftande
41. Om stillestånd och fredslut
42. Om huru de belägrade anhålla om fred
43. Om brottsliga underhandlare och skattmästare
44. Om rådplägningar på holmar
45. Om enahanda förhållanden och liknande stormannamöten
46. Om redliga sekreterare och deras nytta
47. Om huru en klok furste bör förhålla sig

### Bok 12. Om byggnaderna i Norden.
Om påfven Julius III:s vingård
1. Om murarena och om stenens olika utseende och form
2. Om byggande af hus och dessas olika form
3. Om takfönster
4. Om den stora rikedomen på träd i de nordiska länderna och dessa träds väldiga höjd
5. Ytterligare om träden i norden
6. Om de olika trädslagen
7. Om frukternas beskaffenhet
8. Om granens gummiharts eller kåda och om ambrans eller bärnstenens ursprung
9. Om den förtjänst, bärnstenen inbringar, och det bruk man gör däraf
10. Huru man drifver ner pålar i isen
11. Huru man hindrar vattnet att tillfrysa
12. Huru man lägger eller bör lägga grunden till byggnader på isen
13. Fortsättning
14. Om uppmuddring af hamnar
15. Om upprensning af grafvar och kanaler
16. Huru skepp lyftas upp ur djupet
17. Om vindarnas och vågorna våldsamhet i många nordiska hamnar
18. Om bjälkar, som vid hafstranden sätts till värn mot vågorna
19. Huru man söker hamn med ledning af märken på kusten
20. Ytterligare något om bärnstenens eller ambrans ursprung, som ej på förra stället blifvit antecknadt
21. Om släckande af eldsvådor
22. Huru vänskapen sättes på prof vid en eldsvåda
23. Om skeppsbrutna och återställande af skeppsbrutet gods
24. Om straff för röfvare af skeppsbrutnas egendom

### Bok 13. Om åkerbruk och lefnadsförhållanden.
1. Om åkrarnas gödslande
2. Om sättet att gödsla
3. Om åkerjordens beredning
4. Yttermera om åkerbrukets nytta
5. Om svedjeland i skogarna
6. Om slika åkrars bördighet
7. Om tröskning vintertid
8. Om olika sätt att bärga skörden
9. Om späda barns skyddande mot ormar i skördeanden
10. Om flottar och båtar för spannmål
11. Om olika slags kvarnar
12. Fortsättning
13. Om bagarstugor och brödbakning
14. Om torkande af säd till förvaring
15. Om västergötarnas sädeslag, så ock om deras dråpliga styrka
16. Om olika sätt att forma bröd
17. Yttermera om andra sätt
18. Om ett find bakverk för sjukliga förnäma daer i Norden och till äfventyrs äfven för andra
19. Om utländska viner, de enda som komma i fråga i Norden
20. Om de till Norden inskeppade vinernas olika beskaffenhet
21. Om viners varaktighet
22. Om beredning af honungsdryck, äfven sötbrygd eller mjöd kallad, på nordbornas sätt
23. Föreskrifter att beakta vidkommande råämnena
24. Om polackers och lithauers sätt att brygga mjöd
25. Ytterligare om regler för beredning på götars sätt af honungsdryck, äfven mjöd eller sötbrygd kallad
26. Om beredning af korn och annan spannmål för ölbrygd
27. Yttermera om spannmålens beredning för ölbrygd i olika, sinsemellan aflägna landsändar
28. Om olika sätt för ölbrygd
29. Om olika ölsorter och deas hälsokrafter
30. Om etiopiernas eller indernas sätt att brygga öl, enligt beskrifning af den indiske prästen herr Johannes Baptista Habascianus
31. Om samma slags öl bryggdt på annat sätt
32. Om ölets olika användning i skilda länder
33. Huruledes konung Hundring frivilligt dränkte sig i mjöd eller honungsdryck
34. Om ovislig förtrolighet af furstar gentemot sina hirdmän och tjänare
35. Om olika kärl och deras utseende
36. Om de gamles måltidsseder
37. Om de nordiska folkens dryckesseder
38. Ytterligare om olika landskaps dryckeskärl
39. Om drinkares straff
40. Om utländska motsvarigheter
41. Om drinkares styggeliga framfart
42. Om maskerader och utklädningar
43. Om olika sätt att koka salt
44. Om svårigheten att införa salt i de nordiska rikena
45. Om den stora tillgången på smör
46. Om de stora och goda ostarna
47. Om mått och vikt
48. Om väfvare och målare
49. Om allahanda vapen, som pryda stormännens hus
50. Ytterligare om målare i Nordanland
51. Om utmärkta taflors underbara verkan

### Bok 14. Om allahanda seder och bruk bland de nordiska folken.
1. Om skiljaktigheter i klädesdräkten
2. Om ungmörnas ärbara skrud
3. Om förnäma och ädelborna personers bröllop
4. Om sträng kyskhet och om betydelsen af vissa vapen
5. Om skick och bruk vid kungliga bröllop
6. Om huru välsignelse nedkallas öfver katolska kungar
7. Om riddare och deras ed
8. Om adliga personers bröllop
9. Om bröllop bland allmogen
10. Om äktenskapbandets helgd
11. Om vissa oförtänkta händelser
12. Om skillnaden mellan äkta och oäkta barn
13. Fortsättning
14. Exempel från Norden
15. Om horkarlar och deras straff
16. Fortsättning
17. Om domare och rättsförhandlingar på fria fältet
18. Olika domares eder
19. Om olika straff för frälse och ofrälse
20. Om lättsinniga domare och deras straff
21. Om hofsamma domare och goda sakförare
22. Om ett strängt rättsförfarande
23. Om huru ett milt rättsförfarande understundom är att föredraga
24. Om huru en rätt domare och ett rätt domsförfarande böra vara beskaffade
25. Om värjemålsed
26. Om vanartiga piltars tuktande
27. Om huru bedröfvade föräldrar kunna varda tröstade
28. Om ett godt sätt att uppfostra piltar

### Bok 15. Om allehanda öfningar och idrotter.
1. Om piltarnas öfningar
2. Fortsättning
3. Några få exempel på synnerlig färdighet i denna konst
4. Ytterligare exempel på färdighet i samma konst
5. Fortsättning
6. Om högt sittande mål, som man söker träffa med pilen
7. Om utländska motsvarigheter
8. Om huruledes man plgar framställa vinterns fördrifvande och sommarens mottagande
9. Fortsättning
10. Om majfester
11. Om förhindrande af skamliga visor
12. Om tärning och schackspel
13. Fortsättning
14. Om ynglingarnas mångahanda öfningar
15. Om utländska motsvarighet
16. Om fäktöfningar
17. Fortsättning om huruledes nordborna ej ville veta af ett lif på nåder
18. Om lansbrytning och tornerspel
19. Yttermera om samma ämne
20. Om torneringar mellan skelögda och enögda
21. Om fega krigares förödmjukande
22. Om lansbrytning till sjöss i båtar
23. Om svärdsdans eller vapendans
24. Om bågdans
25. Om hormusdansen
26. Fortsättning
27. Om elddans
28. Om undrandsvärda strängspelare
29. Om utländska motsvarigheter
30. Om pipare
31. Om skådespelare och gycklare
32. Om utländska snyltgäster, gycklare och narrar
33. Om naturliga fånar och om stumt spel
34. Om gycklares föraktiga ros och de visas värdefulla beröm
35. Om bad, kopping och åderlåtning
36. Yttermera om jungfruarnas högtidliga tåg till badstugorna

### Bok 16. Om kyrkliga ordningar.
1. Om skolor och ungdomens uppfostran
2. Fortsättning
3. Om huru fäder välsigna sina barn
4. Om lärarnas aflöning
5. Om konsternas inbördes likhet
6. Om ett bruk, som iakttages vid begående af den Heliga jungfruns renseledag
7. Om de signade vaxljusens utskiftande
8. Om bruket av signade vaxljus
9. Om välsignelser öfver alla ting, efter Bugers, Upsala ärkebiskops, instiftelse
10. Yttermera om välsignelser öfver pilgrimer, af samme ärebiskop Birger
11. Om välsignelser öfver allmosor för lefvande och hädangångna, af samme ärkebiskop
12. Om götarnas och andra nordbors gästfrihet
13. Ett utländskt vittnesbörd om denna gästfrihet
14. Om otacksamma gästers faror
15. Om huru godt och nyttigt det är att iakttaga hofsamhet gent emot orättfärdiga gäster
16. Om skick och bruk vid kristliga bordssamkväm
17. Om syftet med sådana samkväm
18. Om gagnet af dylika samkväm
19. Om huruledes sådana goda samkväm af rikets inbyggare understumdom blifva störda
20. Om det öfliga sättet att förrätta bön i kyrkorna
21. Om vapnens trygga förvaring i kyrkans förhus
22. Om helgerånares elände och vanära
23. Om helgerånarnas gränslösa förmätenhet
24. Om huru S:t Petri heliga käril återställdes
25. Om olika slag af helgerån och desslikes olika straff
26. Om skändliga helgerånare samt deras ärelösa lif och grufliga ändalykt
27. Yttermera om slika helgerånare
28. Om helgerånares straff m.m.
29. Om medel att afvända helgerån
30. Om faran af att misshandla föräldrar samt om efterdömet af en man, som vände åter till besinning
31. Om ett fromt efterdöme, huruledes man rättfärdeligen bör godtgöra oförrätter mot kyrkans hus och tjänare
32. Om nödvändigheten att utrota villfarelser och falska läror
33. Om det bästa medlet att afskaffa stridigheter, kätterier, söndringar och andra styggeliga missförhållanden
34. Om nödvändigheten att stäfja förmätna disputeringar
35. Om huruledes man bör iakttaga en fast ståndaktlighet i tider af kätteri och söndring
36. Yttermera om huruledes man ej bör sänka sig ner till kättare och samtycka till deras meningar
37. Om furstars likbegängelse, grafsättning och testamenten
38. Fortsättning
39. Om falska uttolkningar af lagar och skrifter
40. Yttermera om helgerånares makalösa arghet och illfundighet
41. Om huru värdiga personer böra återgifvas åt kyrkan, men de ovärdiga utdrufvas
42. Om goda furstars fridsälla styrelse och de ondas fara
43. Om detsamma enligt den Heliga skrift
44. Om slika helgerånares nesliga flykt och smälek
45. Om skändande af lik och grifter
46. Yttermera om huru grifter öppnas för en skatts skull
47. Om lysande och förnäma mäns likbegängelse
48. Om grifternas beskafflighet och det tilländalupna lefvernets vittnesbörd
49. Om några goda furstar, som deras undersåtar på sina skuldror burit till konungagrifterna
50. Om läkare och läkemedel
51. Om olika slag af sjuklingar, sjukdomar och läkemedel
52. Om giktens vedervärdigheter
53. Om ett ovanligt medel att lindra giktplågor

### Bok 17. Om husdjuren.
1. Om baggar och lamm
2. Om får
3. Om lamm
4. Om oxar och annan nötboskap
5. Om hundar och deras olika skaplynne
6. Fortsättning
7. Om hundarnas minne, deras trohet, läraktigher, fina väderkorn och mod
8. Hur man skall utröna hästarnas goda egenskaper och se upp med deras fe1
9. Ytterligare om kännetecken på en stark och kraftig häst
10. Om andra omständigheter att lägga märke till vid hästköp
11. Om Virgilii mening angående utväljande af goda hästar
12. Huru man tämjer och vårdar fölungar
13. Om botande af hästarnas oarter
14. Om hästarnas skötsel och vård
15. Om en erfaren ryttares skicklighet och en ovans oduglighet
16. Om svearnas och götarnas hästar och orsakerna därtill, att de föredragas framför alla andra och utföras till främmande land
17. Om stridshingstar
18. Om hästarnas läraktighet
19. Om kattor
20. Om dödande af råttor och möss
21. Om den fruktansvärda hämnd, råttorna utkräfva af gudlösa människor
22. Yttermera om råttornas gräsliga hämnd
23. Om bockar och getter
24. Om svin och grisar
25. Om dessa djurs gagn och om det trojanska svinet
26. Om renar
27. Om den nytta, man har af detta djur
28. Om de fordon, som dragas af renarna
29. Om de slädar, som dragas af renarna
30. Om det gagn, man har af de olika delarna af detta djurs kropp

### Bok 18. Om de vilda djuren.

"Om älgar eller vildåsnor och deras törst"

1. Om älgar eller vildåsnor och deras törst
2. Om den läkedom, man kan hämta från älgens högra fot, och huru man fångar detta djur
3. Om älgars eller vildåsnors strid med vargar
4. Om hjortar och kronhjortar
5. Om bäfrar
6. Om Solini mening rörande bäfvergäll
7. Om järfvar
8. Om huru man ärar gäster medelst täcken af järfskinn
9. Om sättet att jaga järf
10. Om harar
11. Om olika slag af harar
12. Om lodjur och deras skinn
13. Om vargar och deras grymma framfart
14. Om en bidragande orsak till konung Kristiern den andres af Danmark fördrifvande
15. Om de mångfaldiga slagen af vargar
16. Om uttrar och deras olika slag samt om förfalskning af deras skinn
17. Om ekorrar
18. Yttermera om samma djur och dess förmåga att förutse framtiden
19. Om mårdar och soblar samt deras skinn
20. Om hermeliner, enligt mitt fönmenande samma djur som de af Plinius omtalade pontiska råttorna
21. Om jakten på detta djur
22. Om gräflingarnas natur
23. Fortsättning
24. Om fiskande biörnar
25. Om ett listigt sätt att dräpa björnar
26. Om björnarnas försåtliga sätt att jaga
27. Om igelkottens och björnens nappatag
28. Om björnar, som stjäla honung
29. Om björnars dräpande medelst en järnklubba
30. Om en flickas bortröfvande och om den sluge och tappre Ulfs börd
31. Om spelande herdars bortröfvande
32. Om de litauiska björnarnas dans
33. Om björnarnas vighet
34. Om björnar som rulla hjul
35. Om uroxar och deras vildhet
36. Yttermera om uroxarna samt om deras fångande
37. Om räfvar och deras list
38. Om olika beskaffenhet af kött och skinn samt om vilddjurens nytta
39. Om räfvarnas svekfulla sinnelag
40. Yttermera om räfvaknep
41. Om jägare och jakter
42. Om utländska exempel på jägare och jakter
43. Om jaktens faror vid de offentliga spelen
44. Fortsättning
45. Om till vargar förvandlade människors vilda framfart
46. Om människors förvandling till vargar
47. Exempel på att människor blifvit förvandlade till vargar, och tvärt om

### Bok 19. Om fåglarna.
1. Om många olika slag af fåglar och deras indelning
2. Ytterligare om fåglarnas indelning
3. Om skillnaden fåglarna emellan enligt Cassiodorus, 8. boken
4. Om höken och dess olika arter
5. Mera om hökarnas natur
6. Om örnarnas natur och olikheten dem emellan
7. Om en egendomlighet hos örnarna och om deras sätt att rufva sina ägg
8. Om anden och dess släkte
9. Om skotska änders underbara födelse
10. Om gäss
11. Om de moraliska lärdomar, man kan hämta fràn gässen
12. Om tuppar
13. Om storkar
14. Om storkarnas medfödda fromhet och om hägern
15. Om svanor
16. Vidare om många författares uppgifter om svanornas natur
17. Om dufvornas släktr och deras olika färger
18. Om dufvornas ungar och deras användbarhet i medicinen
19. Om vilda och tama korpar
20. Om hafskorpar (skarfvar)
21. Om en mot denna korp fientlig fågel
22. Om Erythrotao (tjädern)
23. Om falkar och deras olika arter
24. Hur nordborna bruka sköta falkar och andra jaktfåglar
25. Om nötskrikor, kråkor och råkor
26. Hvad man kan lära af fåglarnas goda egenskaper
27. Om gripar och några andra fåglar
28. Om tranor och krigares vakthållning
29. Om svalor, som dragas upp ur vattnet
30. Mera om svalorna och om de läkemedel, man får af dem
31. Om Lagus m. fl.
32. Om pelikanen
33. Om fåglar, som ligga gömda under snôn
34. Hur man jagar dem, då de icke ligga i snön
35. Om snöfåglar
36. Om tunga snömassor och vintermygg
37. Hur fåglar af olika slag lägga ägg på holmar
38. Ytterligare om vissa fåglars ägg
39. Om påfåglar
40. Om en underlig egenskap hos påfågeln och om papegojor
41. Om rapphöns och jakten på dem
42. Om somliga fåglars läraktighet
43. Vidare om sångfåglar i Nordens yttersta länder
44. Om flera slags fåglar, som till sin natur äro hvarandra motsatta
45. Om fåglar i Hvita sjön, hvilkas namn man icke känner
46. Om fåglar, som kallas Alle alle
47. Om vipor och andra fågelsläkten
48. Om nattfåglar och deras föda
49. Om gamar, som Aristoteles och Plinius kalla örnar, deras olikhet och särskilda egenskaper
50. Mera om gamarnas födelse och om deras fromhet
51. Om göken och om hackspettar af åtskilliga slag
52. Om olika fåglars varsel

### Bok 20. Om fiskarna.
1. Om de tre bottniska landsdelarna i Norden och det rika fisket där
2. Om den stora tillförseln af fisk på denna handelsplats
3. Om laxfiske
4. Om fångsten af sjökalfvar
5. Om huru man fångar dess djur och om de läkemedel, man får av dem
6. Ytterligare om detta djurs gagn
7. Om de personers villrådighet som äta sjökalfvens kött under fastlagen
8. Om sjövargar eller gäddor
9. Om huru man fångar denna fisk
10. Om fiske vid eldske
11. Om fiske och fågelfänge sommartid
12. Ytterligare om sinnrika sätt att fiska
13. Om fiske på isen
14. Om hur man tinar upp frusen fisk för att koka den, och om vinterfiske
15. Om isredskap
16. Om fiskafänge med fiskare till häst
17. Om kapplöpning på isen med fiskar som pris i stället för annat segerpris, och hvarför fiske så ofta anordnas
18. Om en underbar händelse på isen af denna sjö
19. Om fiskarna i Svarta floden vid Nyslott i Finland
20. Om den olycksbådande spelmannen i denna flod
21. Om svalor, som kommit in bland fiskarna
22. Om olika slags fiskar
23. Ytterligare om olika slags fskar
24. Om utväljande af lefvande fisk
25. Ytterligare om utväljande af fisk
26. Om salt, torkad och rökt fisk
27. Om insaltad fisk
28. Om sillen
29. Om sillens natur
30. Om fiskar, grodor, råttor, maskar och stenar, som falla ned från himlen
31. Om fiskdammar och fiskafvel
32. Om de många olikheterna fiskarna emellan och om giftiga fiskar

### Bok 21. Om de vidunderliga fiskarna.
1. Om fiskets vådor i Norska oceanen
2. Om den fara, de fiskande löpa, och om fiskens beskaffenhet
3. Om Islandsfisk
4. Om Islands ofantliga rikedom på smör
5. Om de fruktansvärda vidundren vid Norges kuster
6. Om sprutaren och dess grymhet mot slömån
7. Om hur vidunderliga fiskar sänka fartyg
8. Om fiendskap och vänskap mellan somliga fiskar
9. Om hvalhonans strid mot späckhuggaren
10. Om många olika slags hvalar
11. Om en hvals grymhet
12. Hur denna hval blef fångad, och hur stor den var
13. Om en vidunderlig fisk, som man år 1532 fann på norra Englands kust
14. Om svärdfisken, enhörningen och sågfisken
15. Hur man fångar hvalar
16. Om hvalhonans utomordentliga kärlek till sin unge
17. Vidare om andra fiskars ömhet om sina ungar och barmhärtighet mot djur af samma art
18. Om hvalens säd, som kallas ambra, och dess användning som läkemedel
19. Om anledningen till att de lefvande varelsernas säd icke är svart, utan hvit
20. Om hvalars och liknande djurs späck, kött, ben och hud
21. Om den mångfaldiga användningen af hvalspäck och dess bruk som läkemedel
22. Om byggnader af hvalben
23. Vidare om utländska exempel på sådana byggnader .
24. Om hus, som uppförts af hela refben a
25. Hur man råkar kasta ankar på en hvals rygg
26. Mera om samma hvals storlek
27. Om det vidunderliga hafssvinet i Tyska oceanen . .
28. Om den norska hvalrossen
29. Om skinnet af samma hvalross
30. Om fiskar med vingar
31. Om kalmaren och andra sskar med vingar och sågar
32. Om de faror, som hota sjömän genom angrepp af jättedjur, fåglar och småfiskar
33. Mera om skeppshållaren enligt Cassiodori vittnesbörd i hans första bok .
34. Om polyper
35. Om somliga fiskars grymhet och andras välvilja
36. Om svampar och nässlor
37. Om sjöstjärnor och ofantligt långa maskar
38. Om en fisk, som norrmännen kalla svamfisk, och dess myckna fett samt om några andra hafsvidunder.
39. Om sjökon, sjökalfven, sjöhästen, sjöharen och hafsmusen
40. Om fiskarnas natur, tiden, då de begifva sig bort om sommaren, och trakten, dit de fara
41. En vacker jämförelse mellan fskar och människor
42. Om fiskars mildhet not människor
43. Om den norska hafsormens och andra ormars storlek
44. Ytterligare om ormars storlek
45. Om olika slags ormar och deras växlande fàrger
46. Ytterligare om ormars färg och namn
47. Om ormars uppehållsort och hemvist
48. Om herdars strid mot ormar
49. Om teriak och andra motgifter
50. Om fisken thrissa, som nyligen anträffats äfven i Preussen

### Bok 22. Om insekterna.
1. Om spindlar
2. Om bromsar och gräshoppor
3. Om skalbaggar, bålgetingar och vanliga getingar af två slag
4. Om de större getingarna
5. Om de besvärliga myggen i den yttersta Norden
6. Om olika sätt att fördrifva mygg och vägglös
7. Om blodiglar och olika slags maskar
8. Ytterligare om olika slags maskar
9. Om bien och deras olika näring
10. Hur man söker rätt på bien, när de flyga för högt
11. Om försiktighetsmått vid inköp af bin
12. Om förhållanden, som inverka menligt pâ bien
13. Om biens fiender
14. Om andra olägenheter för bien och medel att skydda dem
15. Om bin, som anfalla berusade personer
16. Om biens sysslor och förrättningar
17. Hur man skyddar bien under snö och is
18. Om biens fridlysning, fôr det gagn de göra, och om deras styrelsesätt
19. Om honungen och när den kan anses fullgod
20. Om myror
21. Om pärlor och hur de alstras
22. Verkets afslutning

Bihang

Förteckning på de viktigare i Norden befintliga konungariken, landskap, trakter, besittningar
och öar, som oftare omtalas här och hvar i detta verk

### Fotnoter
1. ↑  Historia de gentibus septentrionalibus, Rome, 1555 (available free at Google Books)